# Eine lausige Hexe (Fernsehserie, 2017)
Eine lausige Hexe (Originaltitel: The Worst Witch) ist eine britische Fantasy-Kinderserie von 2017 über Hexen, die auf einer magischen Schule das Zaubern lernen. Die Serie wird durch das ZDF, Netflix und CBBC finanziert. Die Serie basiert auf der gleichnamigen Buchserie von Jill Murphy, die zwischen 1974 und 2013 veröffentlicht wurde. Es ist nach dem Film The Worst Witch (1986), der Fernsehserie Eine lausige Hexe (1998–2002), deren Fortsetzung Weirdsister College (2001) und dem Spin-off The New Worst Witch (2005–2006) die insgesamt fünfte Adaption der Buchreihe. Bella Ramsey spielte in den ersten drei Staffeln die Hauptrolle der Mildred Hoppelt, mit Beginn der vierten Staffel übernahm Lydia Page die Rolle.

## Handlung
Die Kinderserie handelt von dem Mädchen Mildred Hoppelt (im Original: Mildred Hubble), die in der ersten Episode zur Schülerin der Graustein-Akademie für Hexen (Cackle's Academy) wird. Sie ist die einzige Schülerin aus nicht-magischem Haus, was sehr ungewöhnlich ist. Sie ist keine sonderlich gute Schülerin und fürchtet im ersten Jahr ständig von der Schule zu fliegen. Sie steht immer im Mittelpunkt von magischen und nicht-magischen Missgeschicken, die sie meist zu verschulden hat, sehr zum Bedauern der strengen Lehrerin Frau Harschmann (Miss Hardbroom). Allerdings überwindet sie die Herausforderungen immer mit der Hilfe ihrer zwei besten Freundinnen Edith Nachtschatten (Enid Nightshade) und Maude Mondschein (Maud Spellbody).
Neben den magischen Missgeschicken rettet Mildred die Schule vor Agatha, der bösen Zwillingsschwester der warmherzigen Schuldirektorin Ada Graustein (Miss Cackle), und deren Kumpanen.

### Staffel 1
Maude Mondschein legt eine Bruchlandung auf Mildred Hoppelts Balkon hin. Mildred, die bis dahin nichts von Hexen wusste, fliegt mit Maude zur Graustein-Akademie, da Maudes Brille zerbrochen ist und sie nichts sehen kann. Die Graustein-Akademie ist ein Schulschloss. Zusammen mit Maude und Edith Nachtschatten erlebt Mildred diverse magische Abenteuer auf der Hexenschule. Viele hat Mildred selbst ausgelöst, da sie keine besonders gute Schülerin ist; alle Mitschülerinnen kommen aus magischen Familien und kennen sich seit ihrer Geburt mit Magie aus. Mit ihrem Ungeschick bringt Mildred die strenge Lehrerin Frau Harschmann auf die Palme, die oft „Mit Mildred Hoppelt gibt es immer Probleme“ („Mildred Hubble always trouble“) sagt. Da Mildred keine besonders gute Schülerin ist, steht sie dauernd kurz davor, von der Schule zu fliegen.
Aber nicht nur Mildred macht Probleme auf der Graustein-Akademie. Die liebenswürdige und warmherzige Frau Graustein hat eine Zwillingsschwester namens Agatha, die konstant versucht, die Macht über die Schule an sich zu reißen. Am Ende der ersten Staffel rettet Mildred die ganze Schule und die böse Zwillingsschwester wird in ein Bild gehext. Leider verliert die beste Schülerin der Schule, Esmeralda Edel (Esmerelda Hallow), ihre Zauberkräfte und muss die Schule verlassen.

### Staffel 2
In der zweiten Staffel gibt es mehr magische Abenteuer. Mildred ist immer noch keine gute Hexe und stellt dauernd etwas an. Ihre zwei besten Freundinnen müssen ihr ständig aus der Patsche helfen.
Eine neue Lehrkraft wird eingestellt: Frau Schimmel (Miss Marigold Mould). Sie ist immer nett und freundlich und unterrichtet Kunst. Am Ende der Staffel stellt sich heraus, dass sie sich nur als Lehrkraft einstellen lassen hat, um die böse Agatha zu befreien. Allerdings gibt es auch noch ein anderes Problem: der magische Stein, der die Schule mit Zauberkraft ausstattet, ist leer und die Schule friert zu Eis. Denn Esther Edel (Ethel Hallow) hat mit einem Trick dafür gesorgt, dass ihre große Schwester Esmeralda die magische Kraft des Steins in sich aufnimmt und somit ihre Zauberkraft zurückerlangt. Um den Stein wieder magisch aufzufüllen, muss eine Hexe ihre Zauberkraft und die Zauberkraft der kommenden Familienmitglieder über Generationen hinweg opfern. Das erzählt ihnen eine magisch herbeigezauberte Vorfahrin von Mildred, die ihre Zauberkraft und die späterer Generationen der Hoppelts geopfert hatte. Das erklärt auch, woher Mildred ihre Zauberkraft hat: Eigentlich können nur Menschen aus einer Hexenfamilie zaubern; Mildred kommt somit aus einer Hexenfamilie, allerdings hatte ihre Vorfahrin die Hexenkraft der Generationen vor Mildred geopfert, um den magischen Stein zu retten.
Frau Schimmel, die eigentlich die böse Zwillingsschwester von Frau Graustein retten wollte, entscheidet sich um und gibt dem magischen Stein ihre Zauberkraft.

## Drehorte
Die Außenaufnahmen fanden im englischen Cheshire und auf der deutschen Burg Hohenzollern statt. Die Burg verkörpert in der Serie die Graustein-Akademie für Hexen.

## Besetzung und Synchronisation
Die deutschsprachige Synchronisation der Fernsehserie entstand bei der Studio Hamburg Synchron. Verfasser des Dialogbuchs war Jens Wawrczeck, der auch Dialogregie führte.
| Figur                      | Darsteller                                              | Deutscher Sprecher                                        |
| -------------------------- | ------------------------------------------------------- | --------------------------------------------------------- |
| Mildred Hoppelt            | Bella Ramsey (Staffel 1–3), Lydia Page (ab Staffel 4)   | Yael Zschoke                                              |
| Edith Nachtschatten        | Tamara Smart                                            | Katharina Minde                                           |
| Maude Mondschein           | Meibh Campbell (Staffel 1), Megan Hughes (ab Staffel 2) | Carlotta Pahl                                             |
| Esther Edel                | Jenny Richardson                                        | Matilda Hemminger                                         |
| Frau Ada Graustein         | Clare Higgins                                           | Angela Stresemann                                         |
| Agatha Graustein           | Clare Higgins                                           | Angela Stresemann                                         |
| Frau Joy Hekate Harschmann | Raquel Cassidy                                          | Marion Martienzen                                         |
| Drusilla Paddock           | Tallulah Milligan                                       | Lisa Züll                                                 |
| Felicitas Fingerhut        | Dagny Rollins                                           | Lillith Gebauer                                           |
| Frau Maus                  | Wendy Craig                                             | Sabine Hahn                                               |
| Frau Drill                 | Shauna Shim                                             | Dagmar Dreke                                              |
| Herr Alberto Braunweber    | Philip Martin Brown                                     | Robert Missler (Staffel 1), Holger Umbreit (ab Staffel 2) |
| Großer Magier              | Nicholas Jones                                          | Jürgen Holdorf                                            |
| Frau Galle                 | Kacey Ainsworth                                         | Angela Quast                                              |
| Esmeralda Edel             | Miriam Petche                                           | Selina Böttcher                                           |
| Sybille Edel               | Trixie Hyde                                             | Emilia Gebauer                                            |
| Clarissa Zwick             | Kitty Slack                                             | Martha Bremer                                             |
| Beatrix Busch              | Ynez Williams                                           | Svenja Minde                                              |
| Julie Hoppelt              | Nicola Stephenson                                       | Tina Eschmann                                             |
| Frau Tapioca               | Zita Sattar                                             | Anne Moll                                                 |
| Mabel Tapioca              | Annette Hannah                                          | Malin Steffen                                             |
| Indigo Mond                | Kelsey Calladine-Smith                                  | Emma Luise Herrmann                                       |

## Episodenliste

### Staffel 1 (2017)
| Nr. (ges.) | Nr. (St.) | Deutscher Titel               | Originaltitel                 | Erstausstrahlung UK | Deutschsprachige Erstausstrahlung (D) | Regie             | Drehbuch                           |
| ---------- | --------- | ----------------------------- | ----------------------------- | ------------------- | ------------------------------------- | ----------------- | ---------------------------------- |
| 1          | 1         | Die Aufnahmeprüfung (1)       | Selection Day                 | 11. Jan. 2017       | 20. Sep. 2017                         | Brian Grant       | Emma Reeves                        |
| 2          | 2         | Die Aufnahmeprüfung (2)       | Selection Day                 | 11. Jan. 2017       | 21. Sep. 2017                         | Brian Grant       | Emma Reeves                        |
| 3          | 3         | Besenflug mit Katze           | Tabby                         | 18. Jan. 2017       | 22. Sep. 2017                         | Brian Grant       | Emma Reeves                        |
| 4          | 4         | Freundschaft in Gefahr        | New Girl                      | 25. Jan. 2017       | 25. Sep. 2017                         | Brian Grant       | Emma Reeves                        |
| 5          | 5         | Die Froschhexe                | Pond Life                     | 1. Feb. 2017        | 26. Sep. 2017                         | Sallie Aprahamian | Neil Jones                         |
| 6          | 6         | Der große Magier              | The Great Wizard’s Visit      | 8. Feb. 2017        | 27. Sep. 2017                         | Sallie Aprahamian | Madeleine Brettingham              |
| 7          | 7         | Der verflixte Weisheitszauber | The Best Teacher              | 15. Feb. 2017       | 28. Sep. 2017                         | Sallie Aprahamian | Nick Leather                       |
| 8          | 8         | Maudes größter Fehler         | Maud’s Big Mistake            | 22. Feb. 2017       | 29. Sep. 2017                         | Lindy Heymann     | Neil Jones                         |
| 9          | 9         | Gemeinsam sind wir stark      | The First Witch               | 1. März 2017        | 2. Okt. 2017                          | Lindy Heymann     | Maxine Exley (als Maxine Alderton) |
| 10         | 10        | Der Zauber-Wettstreit         | Spelling Bee                  | 8. März 2017        | 3. Okt. 2017                          | Lindy Heymann     | Matt Evans                         |
| 11         | 11        | Der Nebel der Zeit            | Mildred and the Mists of Time | 15. März 2017       | 4. Okt. 2017                          | Dirk Campbell     | Nick Leather                       |
| 12         | 12        | Zwillingszauber, Teil 1       | Out of Bounds                 | 22. März 2017       | 5. Okt. 2017                          | Dirk Campbell     | Emma Reeves                        |
| 13         | 13        | Zwillingszauber, Teil 2       | The Worst Headmistress        | 29. März 2017       | 6. Okt. 2017                          | Dirk Campbell     | Emma Reeves                        |

### Staffel 2 (2018)
| Nr. (ges.) | Nr. (St.) | Deutscher Titel                  | Originaltitel                       | Erstausstrahlung UK | Deutschsprachige Erstausstrahlung (D) | Regie         | Drehbuch        |
| ---------- | --------- | -------------------------------- | ----------------------------------- | ------------------- | ------------------------------------- | ------------- | --------------- |
| 14         | 1         | Der gestohlene Zauber            | Tortoise Trouble                    | 8. Jan. 2018        | 13. Aug. 2018                         | Dirk Campbell | Maxine Alderton |
| 15         | 2         | Die Freundschaftsfalle           | The Friendship Trap                 | 15. Jan. 2018       | 14. Aug. 2018                         | Dirk Campbell | Maxine Alderton |
| 16         | 3         | Der Klon-Zauber                  | Ethel Everywhere                    | 22. Jan. 2018       | 15. Aug. 2018                         | Dirk Campbell | Nick Leather    |
| 17         | 4         | Zaubergesang                     | The Extraordinary Esper Vespertilio | 29. Jan- 2018       | 16. Aug. 2018                         | Dirk Campbell | Neil Jones      |
| 18         | 5         | Mildreds Stammbaum               | Mildred’s Family Tree               | 5. Feb. 2018        | 17. Aug. 2018                         | Dirk Campbell | Zoe Lister      |
| 19         | 6         | Fledermaus-Mädchen               | Bat Girl                            | 12. Feb. 2018       | 20. Aug. 2018                         | Dermot Boyd   | Claire Miller   |
| 20         | 7         | Der Dunkelwald                   | Hollow Wood                         | 19. Feb. 2018       | 21. Aug. 2018                         | Dermot Boyd   | Matt Sinclair   |
| 21         | 8         | Ein turbulenter Geburtstag       | Miss Cackle’s Birthday              | 26. Feb. 2018       | 22. Aug. 2018                         | Dermot Boyd   | Matt Evans      |
| 22         | 9         | Die Entscheidung des Zauberrates | Miss Softbroom                      | 5. März 2018        | 23. Aug. 2018                         | Delyth Thomas | Diane Whitley   |
| 23         | 10        | Moderne Hexerei                  | A New Dawn                          | 12. März 2018       | 24. Aug. 2018                         | Delyth Thomas | Kirsty Halton   |
| 24         | 11        | Der Liebestrank                  | Love At First Sign                  | 19. März 2018       | 27. Aug. 2018                         | Delyth Thomas | Claire Miller   |
| 25         | 12        | Die Magie spielt verrückt        | All Hallow’s Eve                    | 27. März 2018       | 28. Aug. 2018                         | Delyth Thomas | Neil Jones      |
| 26         | 13        | Das Familiengeheimnis            | The Big Freeze                      | 28. März 2018       | 29. Aug. 2018                         | Delyth Thomas | Neil Jones      |

### Staffel 3 (2019)
| Nr. (ges.) | Nr. (St.) | Deutscher Titel        | Originaltitel                      | Erstausstrahlung UK | Deutschsprachige Erstausstrahlung (D) |
| ---------- | --------- | ---------------------- | ---------------------------------- | ------------------- | ------------------------------------- |
| 27         | 1         | Der Wunschstern        | The Wishing Star                   | 7. Jan. 2019        | 14. Aug. 2019                         |
| 28         | 2         | Die neue Kunstlehrerin | An Unforgettable Experience        | 14. Jan. 2019       | 15. Aug. 2019                         |
| 29         | 3         | Magische Mutter        | Magic mum                          | 21. Jan. 2019       | 16. Aug. 2019                         |
| 30         | 4         | Der Sumpf-Troll        | The Swamp Troll                    | 28. Jan. 2019       | 19. Aug. 2019                         |
| 31         | 5         | Tränen einer Eule      | The Owl and the Pussycat           | 4. Feb. 2019        | 20. Aug. 2019                         |
| 32         | 6         | Gefährliches Spiel     | The Game                           | 11. Feb. 2019       | 21. Aug. 2019                         |
| 33         | 7         | Magische Bosheiten     | Bad Magic                          | 18. Feb. 2019       | 22. Aug. 2019                         |
| 34         | 8         | Das Graustein-Rennen   | The Cackle Run                     | 25. Feb. 2019       | 23. Aug. 2019                         |
| 35         | 9         | Star-Rummel            | Starstruck                         | 4. März 2019        | 26. Aug. 2019                         |
| 36         | 10        | Die andere Joy         | Finding Joy                        | 11. März 2019       | 27. Aug. 2019                         |
| 37         | 11        | Besen mit Wesen        | The Broom Stick Uprising           | 11. März 2019       | 28. Aug. 2019                         |
| 38         | 12        | Hochzeit mit Folgen    | Ethel Hallow to the Rescue, Part 1 | 18. März 2019       | 29. Aug. 2019                         |
| 39         | 13        | Ruhm und Rache         | Ethel Hallow to the Rescue, Part 2 | 18. März 2019       | 30. Aug. 2019                         |

### Staffel 4 (2020)
| Nr. (ges.) | Nr. (St.) | Deutscher Titel                | Originaltitel               | Erstausstrahlung UK | Deutschsprachige Erstausstrahlung (D) |
| ---------- | --------- | ------------------------------ | --------------------------- | ------------------- | ------------------------------------- |
| 40         | 1         | Die drei Unmöglichkeiten       | The Three Impossibilities   | 27. Jan. 2020       | 26. Okt. 2020                         |
| 41         | 2         | Die Helfer-Schutzgeist-Aufgabe | Gertrude The Great          | 3. Feb. 2020        | 27. Okt. 2020                         |
| 42         | 3         | Indigos Geburtstag             | Happy Birthday, Indigo Moon | 10. Feb. 2020       | 27. Okt. 2020                         |
| 43         | 4         | Der Debatten-Wettstreit        | Enid Nightshade, Superstar  | 17. Feb. 2020       | 28. Okt. 2020                         |
| 44         | 5         | Grüne Hexen                    | The Forbidden Tree          | 24. Feb. 2020       | 28. Okt. 2020                         |
| 45         | 6         | Ungeschminkte Wahrheit         | Maud’s Magical Make-Over    | 2. März 2020        | 29. Okt. 2020                         |
| 46         | 7         | Treffen am Kristallsee         | The Crystal Lake            | 9. März 2020        | 29. Okt. 2020                         |
| 47         | 8         | Ediths letztes Rennen          | Enid's Last Race            | 16. März 2020       | 30. Okt. 2020                         |
| 48         | 9         | Auf Graustein spukt es         | Mildred The Detective       | 23. März 2020       | 30. Okt. 2020                         |
| 49         | 10        | Der Zeitzauber                 | A Witch In Time             | 30. März 2020       | 30. Okt. 2020                         |
| 50         | 11        | Der Harmonie-Stein             | Grounded                    | 6. Apr. 2020        | 31. Okt. 2020                         |
| 51         | 12        | Verhexter Zauber (1)           | The Witching Hour, Part 1   | 13. Apr. 2020       | 31. Okt. 2020                         |
| 52         | 13        | Verhexter Zauber (2)           | The Witching Hour, Part 2   | 20. Apr. 2020       | 31. Okt. 2020                         |

## Kritiken
Martina Borgschulze von rtv.de meinte: Leider wartet die Serie nur mit „billigen Gags“ auf. „Die Figurenzeichnung geht über eine bloße Typisierung nicht hinaus. Damit unterfordert die britisch-deutsche Koproduktion nicht nur ihre begabten Darstellerinnen, sondern auch ihr Publikum. Man darf Kindern ruhig mehr zutrauen als eine Aneinanderreihung lausiger Witze.“